# Мать-Волга
«Волга» («Мать-Волга») — монумент, располагающийся на насыпной песчаной косе дамбы шлюзов и водосбросной плотины Рыбинской ГЭС со стороны верхнего бьефа, на удалении примерно 400 метров от шлюзов. Один из самых крупных монументов Рыбинска. Скульпторы — С. Д. Шапошников и В. Малашкина, архитектор — Н. Донских.

## История

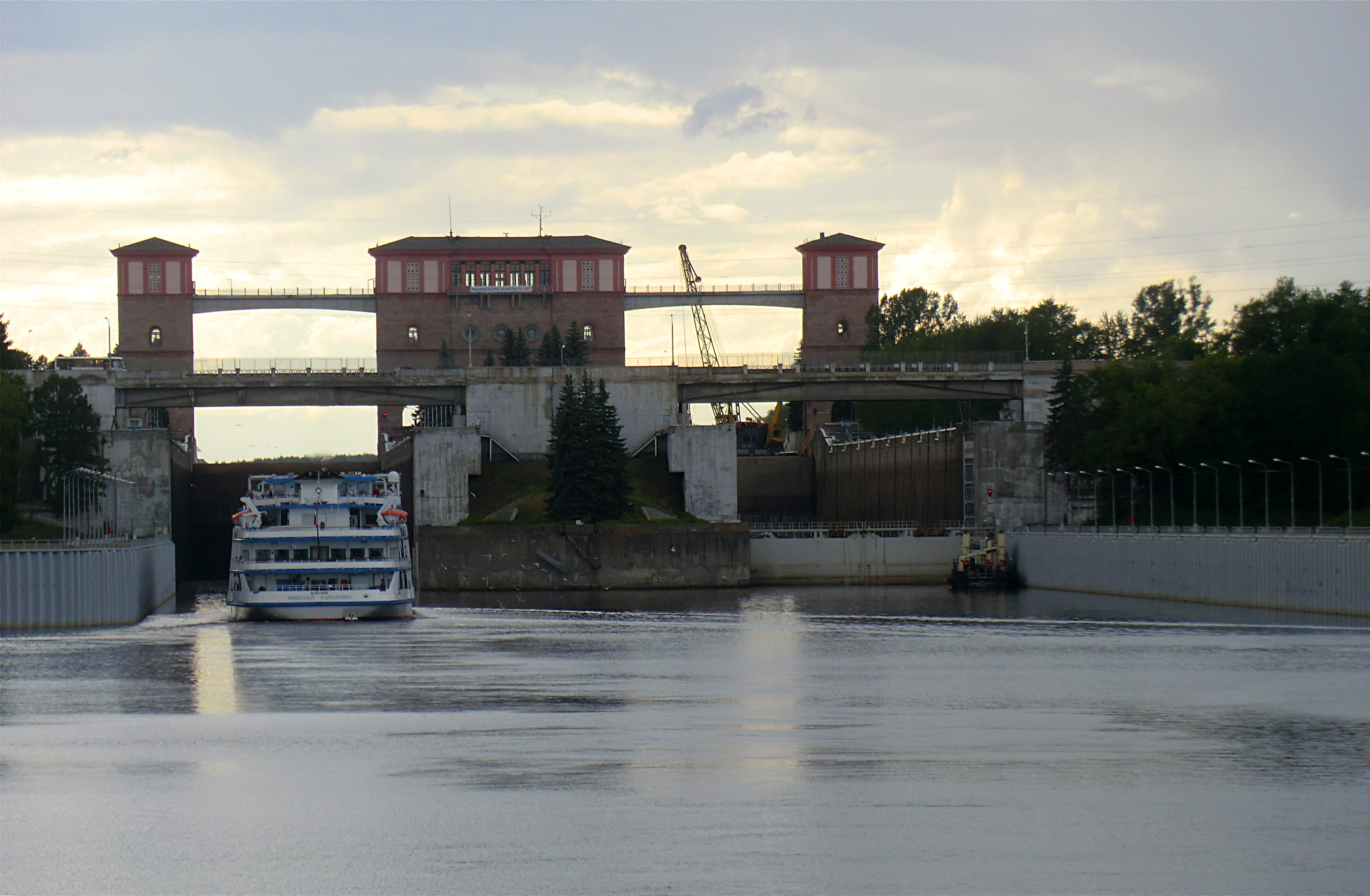
Нижняя голова шлюза — предполагавшееся место для установки монумента «Рабочий и колхозница»

До 1950-х годов предпринимались попытки увековечить труд строителей Волгостроя, предлагались различные проекты. В августе 1939 года в спецвыпуске газеты «Большая Волга» под названием «Архитектура сооружений Волгостроя» на второй странице издания был опубликован эскиз Рыбинской ГЭС с пояснительным текстом: «Скульптура „Рабочий и колхозница“ работы скульптора В. И. Мухиной. Группа из нержавеющей стали предполагается к установке на нижней голове Рыбинского шлюза». В разделе «Рыбинский гидроузел» дан чертёж нижней головы шлюза (ст. архитектор Д. Б. Савицкий, архитектор М. Л. Шпекторов) с установленной там скульптурной композицией «Рабочий и колхозница». В описании гидроузла сказано: — «Пирс шлюза, обращённый к нижнему бьефу, оформляется сходами и лестницами и завершается монументальной скульптурой». Вера Мухина подготовила гипсовый макет скульптуры с привязкой к рыбинским шлюзам. В фонде Рыбинского музея-заповедника есть фотографии макета — вид спереди и сзади, которые дают однозначный ответ о месте установки. В этом же разделе в конце описания приводится чертёж проекта железобетонного Рыбинского моста через Волгу. В 1989 году в журнале «Искусство» за номером 11 был опубликован тот же чертёж, что и в газете «Большая Волга» за 1939 год. Подпись к рисунку недвусмысленная: «В. Мухина. Проект установки группы „Рабочий и колхозница“ на Рыбинском гидроузле. Карандаш. 1937—1938 годы». На центральном пирсе между шлюзовыми камерами со стороны реки Волги (нижняя голова шлюза расположена всегда по течению вниз) готовили место для установки скульптурной пары на постаменте. Сейчас здесь растут ели. Поскольку строительные работы на гидроузле в это время были ещё не завершены, «Рабочего и колхозницу» установили на временный постамент возле главного входа (ныне северный вход) открытой в 1939 году Всесоюзной сельскохозяйственной выставки СССР в Москве, позже получившей название ВДНХ. Эта скульптура и сейчас находится на территории ВДНХ и является символом киностудии «Мосфильм». Был также предложен проект установить в Рыбинске статую женщины, олицетворяющей Родину, и мужчины-чекиста, охраняющего её покой.
Спустя пять лет после Победы в Великой Отечественной войне вновь встал вопрос о том, чтобы монументально увековечить трудовой подвиг строителей Волгостроя. Это поручили осуществить москвичам — архитектору Н. Донских и скульпторам С. Шапошникову и В. Малашкиной.

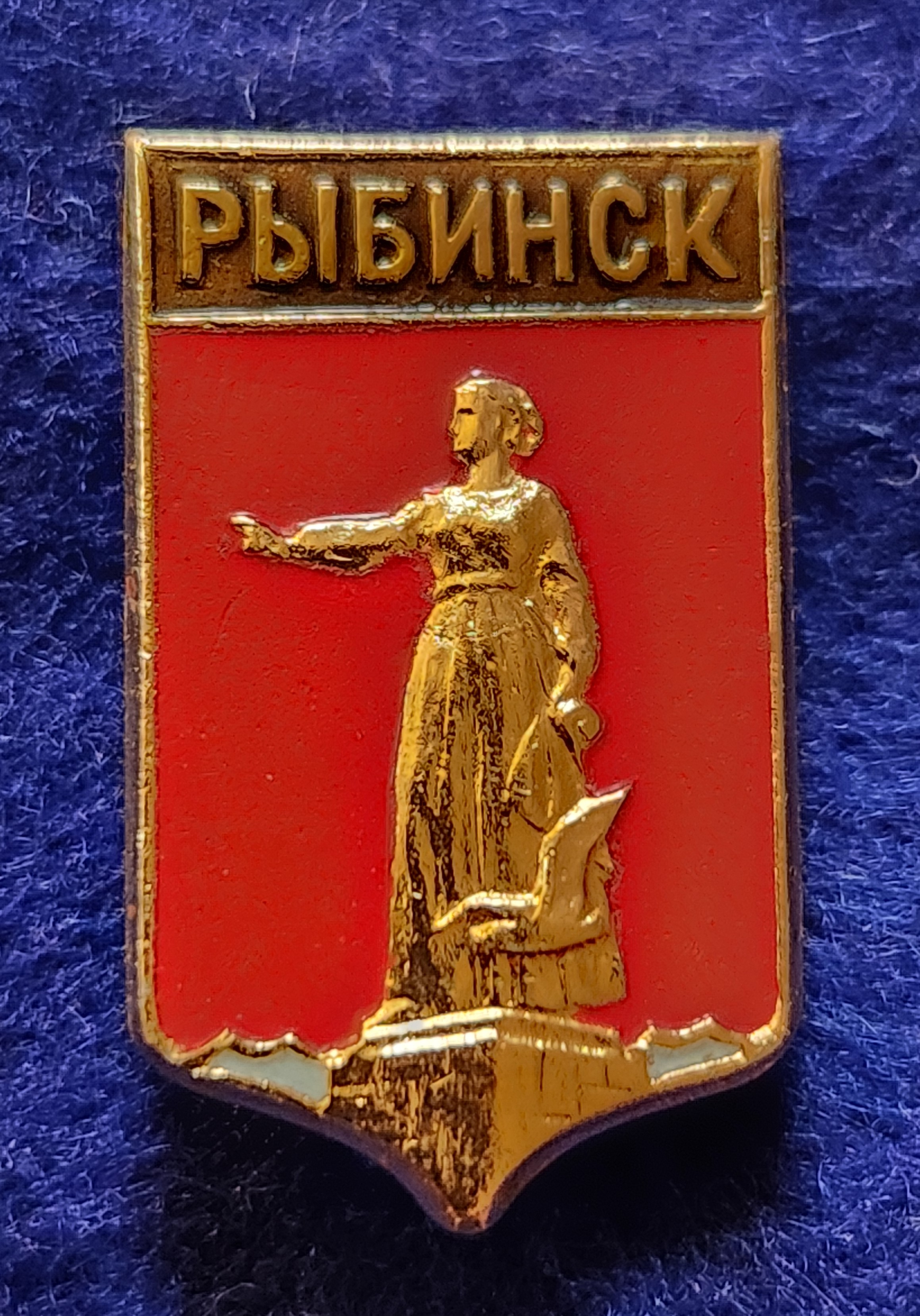
Значок Рыбинск с изображением монумента Мать-Волга

«Волга» должна была занять центральное место на пирсе, обращённому к верхнему бьефу, между шлюзовыми башнями со стороны водохранилища (округлая площадка между шлюзовыми камерами). Сергей Дмитриевич Шапошников, один из авторов проекта, приехав в Рыбинск, осмотрел местность, рельеф, соизмерил масштаб монумента и шлюзов и отклонил идею по установке статуи непосредственно между строениями. Он предложил поставить скульптуру на песчаной косе дамбы шлюзов и водосбросной плотины. Там, возвышаясь над водой, свободная от тесных объятий шлюзов, она зрительно объединяла в единое целое все сооружения гидроузла.

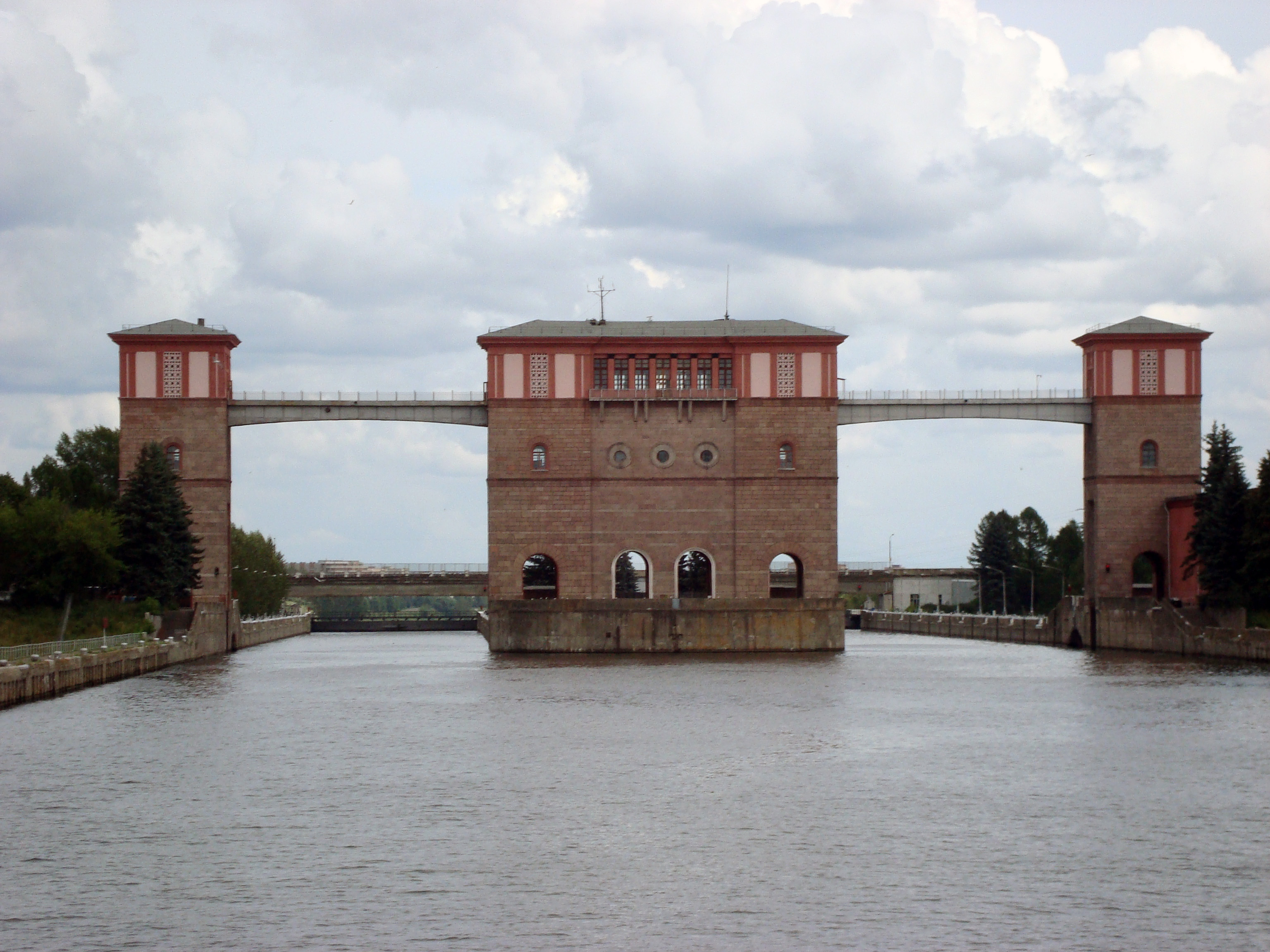
Верхняя голова шлюза — ранее предполагавшееся место установки монумента «Волга»

Торжественное открытие памятника «Волга» состоялось летом 1953 года. Исполинский монумент Рыбинского гидроузла украсил парадные врата реки Волги и воплотил образ великой реки, которая благодаря каналу имени Москвы с 1937 года питает водой столицу и обеспечивает судоходство по всей Центральной России.
В 2014 году к 65-летнему юбилею монумента «Волга» была проведена её реконструкция. Она выполнялась в рамках комплексных работ по реконструкции причально-направляющих сооружений и дамб Рыбинского шлюза. Было восстановлено покрытие плит оголовка дамбы, на которой стоит скульптура, отремонтированы фундамент постамента и балюстрада, «вылечены» трещины в бетоне, отреставрированы барельефы. Фигуру монумента промыли, заштукатурили, покрасили и обработали специальным защитным составом. Благоустроена территория вокруг скульптурной композиции: на песчаную подушку уложен дорнит, сверху отсыпано щебёночное покрытие, высажены кусты шиповника.
В 2016 году по итогам интернет-голосования, которое проводилось на официальном сайте администрации Рыбинска, скульптура была избрана символом города. «Я считаю выбор горожан достойным. Монумент „Волга“ — памятник интересный, с историей. Мы будем продвигать этот бренд города в туристической отрасли», — отметил глава Рыбинска Денис Добряков.

## Описание

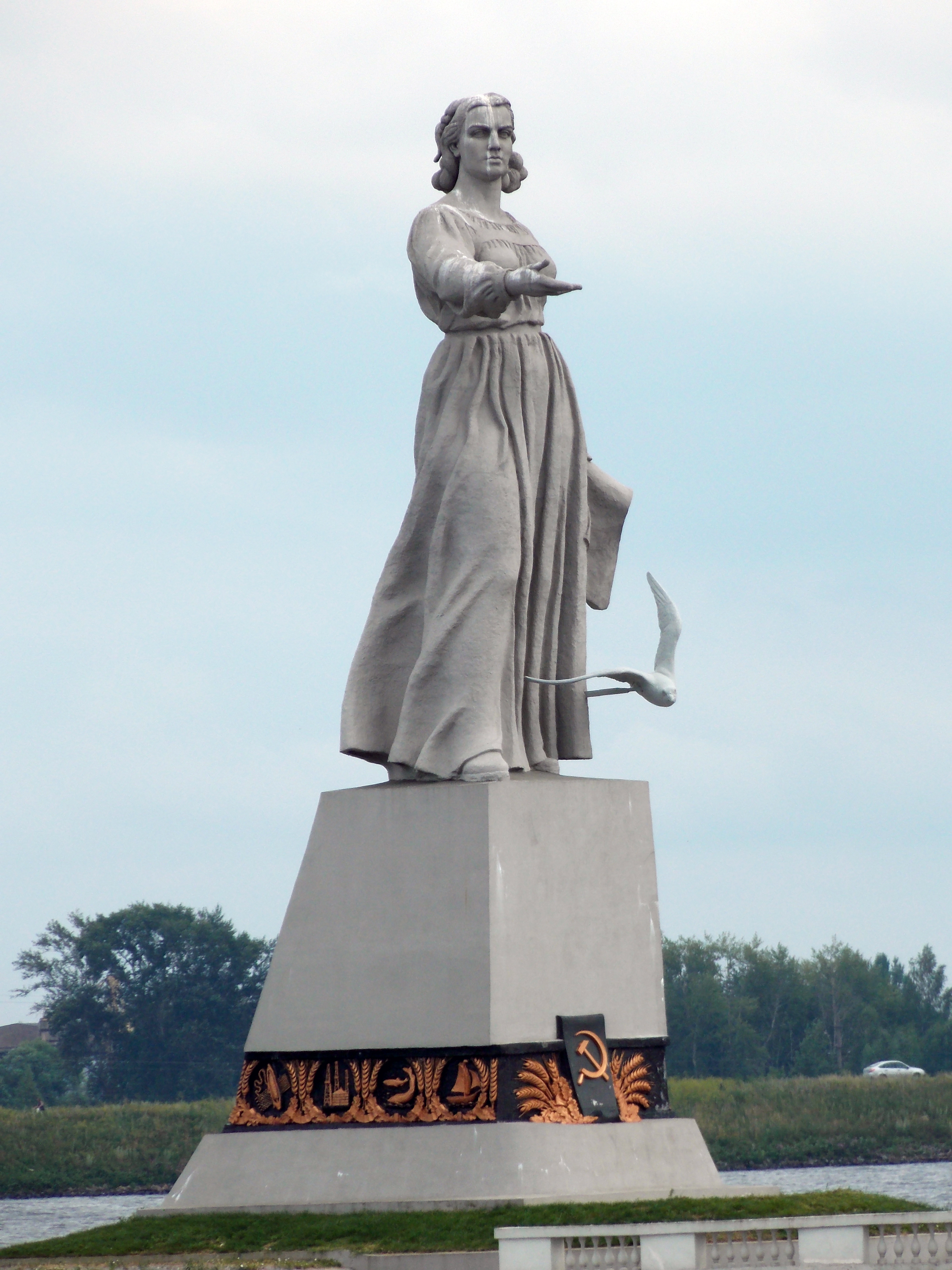

Монумент представляет собой стоящую на постаменте величественную статую женщины в простом платье, с тугими косами, с открытым русским лицом и решительным рисунком губ, которая вглядывается вдаль и олицетворяет собой великую русскую реку и трудовой подвиг строителей гидроузла. Одна рука женщины направлена в сторону Рыбинского моря, приветствуя проходящие мимо корабли, а другая рука сжимает свиток чертежей с планом ГОЭЛРО, её взгляд устремлён вдаль. Внизу располагается парящий буревестник. По периметру постамента проходит скульптурный пояс из круглых литых барельефов.
Высота монумента (вместе с постаментом) — 17,4 метра.
Ранее на постаменте находилась надпись со словами, принадлежащими Владимиру Ильичу Ленину: «Коммунизм — это есть Советская власть плюс электрификация всей страны». После распада СССР надпись была убрана.

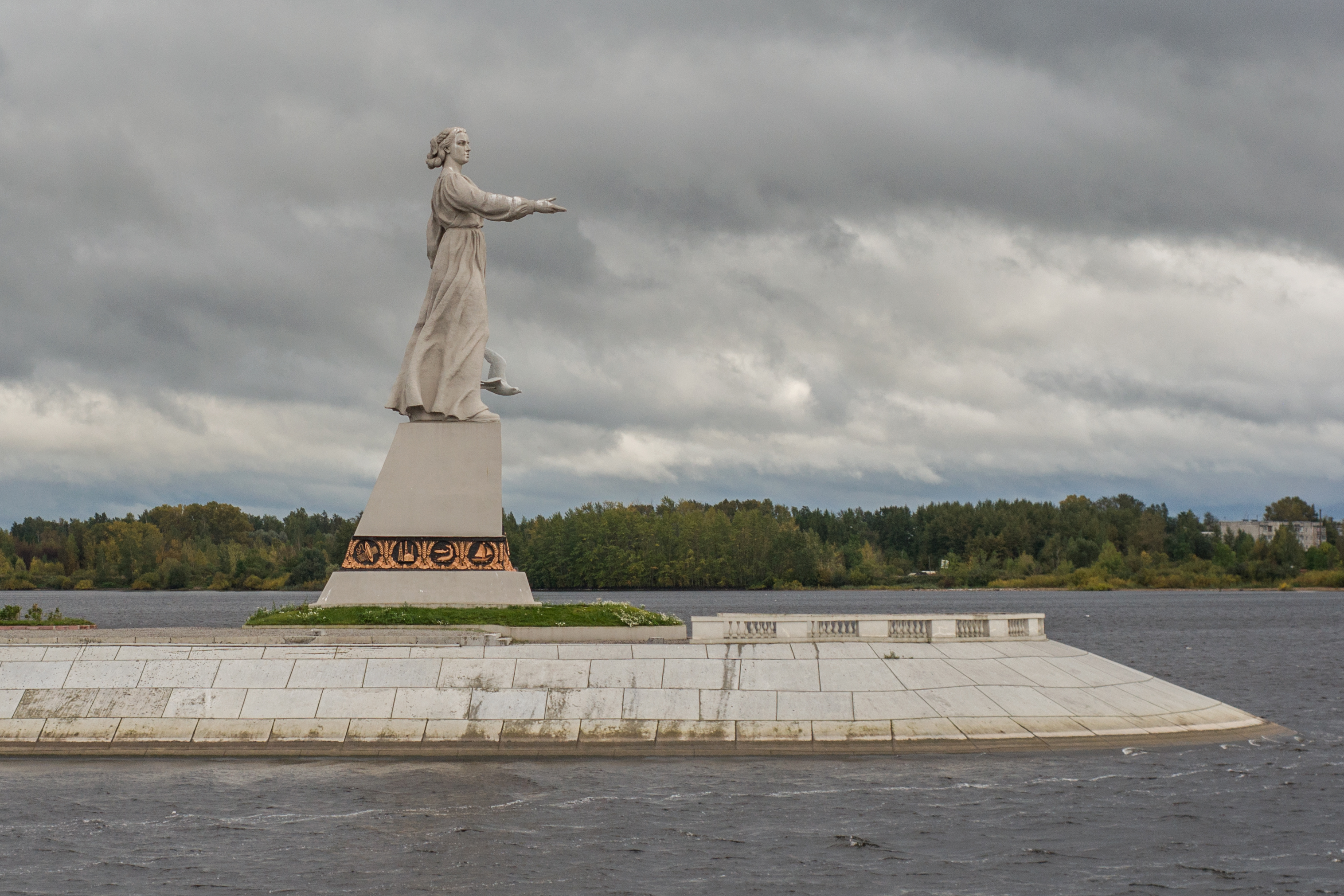

Наблюдать монумент можно с теплохода или с речного пирса микрорайона Переборы, находящегося в конце ул. Спортивная, так как скульптура находится в охраняемой зоне шлюзов и свободного доступа по суше не имеет. В тёмное время суток памятник подсвечивается специальными светильниками.